# Tour de l'Algarve 2022
Le Tour de l'Algarve 2022 (officiellement nommé Volta ao Algarve 2022) est la 48e édition de cette course cycliste par étapes masculine. Il a lieu dans l'Algarve, dans le sud du Portugal, du 16 au 20 février 2022. Il se déroule sur cinq étapes entre Portimão et l'Alto do Malhão sur un parcours de 795,8 kilomètres et fait partie du calendrier UCI ProSeries 2022 (deuxième niveau mondial) en catégorie 2.Pro.

## Équipes participantes
Vingt-cinq équipes participent à ce Tour de l'Algarve - 10 WorldTeams, 5 ProTeams et 10 équipes continentales :
| WorldTeams (10)- Quick-Step Alpha Vinyl - Ineos Grenadiers - Jumbo-Visma - UAE Team Emirates - Bora-Hansgrohe - Astana Qazaqstan Team - Intermarché-Wanty-Gobert Matériaux - Groupama-FDJ - Trek-Segafredo - Cofidis ProTeams (5)- Alpecin-Fenix - Caja Rural-Seguros RGA - Euskaltel-Euskadi - Human Powered Health - Arkéa-Samsic Équipes continentales (10)- Atum General-Tavira-Maria Nova Hotel - Aviludo-Louletano-Loulé Concelho - Efapel Cycling - ABTF Betão-Feirense - Glassdrive-Q8-Anicolor - Kelly-InOutBuild-UD Oliveirense - LA Alumínios-Credibom-Marcos Car - Rádio Popular-Paredes-Boavista - Tavfer-Mortágua-Ovos Matinados - W52-FC Porto |
| |

## Étapes
Le Tour de l'Algarve comporte cinq étapes réparties en deux étapes de plaine (la première et la troisième), une étape de haute montagne (la deuxième étape), un contre-la-montre individuel (la quatrième étape) et une étape de moyenne montagne pour conclure la course, pour une distance totale de 795,8 kilomètres.
L'orientation définitive du classement général devrait passer par trois étapes clés. La deuxième, qui part d'Albufeira et se termine au sommet de l'Alto da Fóia (Monchique), la quatrième, un long contre-la-montre individuel de 32,2 kilomètres, entre Vila Real de Santo António et Tavira, et la cinquième, entre Lagoa et l'ascension finale de l'Alto do Malhão.
| Étape     | Date    | Villes étapes                       | type                        | Distance (km) | Dénivelé (m) | Vainqueur d'étape | Leader du classement général |
| --------- | ------- | ----------------------------------- | --------------------------- | ------------- | ------------ | ----------------- | ---------------------------- |
| 1re étape | 16 fév. | Portimão – Lagos                    | étape vallonnée             | 199,1         | 2 834 m      | Fabio Jakobsen    | Fabio Jakobsen               |
| 2e étape  | 17 fév. | Albufeira – Alto da Fóia            | étape de montagne           | 182,4         | 4 857 m      | David Gaudu       | David Gaudu                  |
| 3e étape  | 18 fév. | Almodôvar – Faro                    | étape vallonnée             | 209,1         | 2 483 m      | Fabio Jakobsen    | David Gaudu                  |
| 4e étape  | 19 fév. | Vila Real de Santo António – Tavira | contre-la-montre individuel | 32,2          | 407 m        | Remco Evenepoel   | Remco Evenepoel              |
| 5e étape  | 20 fév. | Lagoa – Alto do Malhão              | étape de moyenne montagne   | 173           | 3 612 m      | Sergio Higuita    | Remco Evenepoel              |

## Favoris
Parmi les favoris pour la victoire finale au classement général, figurent Brandon McNulty (UAE Team Emirates), David Gaudu et Stefan Küng (Groupama-FDJ), Ethan Hayter, Geraint Thomas, Tom Pidcock et Dylan van Baarle (INEOS Grenadiers), Ion Izagirre (Cofidis), Joseph Dombrowski (Astana Qazaqstan Team), Kasper Asgreen et Remco Evenepoel (Quick-Step Alpha Vinyl Team), Sergio Higuita (Bora-hansgrohe), Tobias Foss (Jumbo-Visma) et Warren Barguil (Team Arkéa-Samsic).

## Déroulement de la course

### 1reétape
Quatre hommes s'échappent en début d'étape et comptent jusqu'à trois minutes d'avance sur le peloton. Il s'agit des Portugais João Matias, Hugo Nunes, Fabio Oliveira et de l'Espagnol Asier Etxeberria. À 38 km de l'arrivée, une première chute se produit dans le peloton quelques instants avant que les fuyards ne soient repris. Une seconde chute à une douzaine de kilomètres du terme réduit le peloton à une trentaine de coureurs. Bien emmené par son coéquipier Bert Van Lerberghe, le Néerlandais Fabio Jakobsen remporte au sprint une victoire aisée.
| \| Classement de l'étape \| Classement de l'étape \| Classement de l'étape \| Classement de l'étape \| Classement de l'étape \| \| Coureur \| Coureur \| Pays \| Équipe \| Temps \| \| --------------------- \| --------------------- \| --------------------- \| ---------------------------------- \| --------------------- \| \| 1er \| Fabio Jakobsen \| Pays-Bas \| Quick-Step Alpha Vinyl \| 4 h 56 min 29 s \| \| 2e \| Bryan Coquard \| France \| Cofidis \| + 0 s \| \| 3e \| Alexander Kristoff \| Norvège \| Intermarché-Wanty-Gobert Matériaux \| + 0 s \| \| 4e \| Michele Gazzoli \| Italie \| Astana Qazaqstan Team \| + 0 s \| \| 5e \| Rui Oliveira \| Portugal \| UAE Team Emirates \| + 0 s \| \| 6e \| Bert Van Lerberghe \| Belgique \| Quick-Step Alpha Vinyl \| + 0 s \| \| 7e \| Remco Evenepoel \| Belgique \| Quick-Step Alpha Vinyl \| + 0 s \| \| 8e \| Nils Politt \| Allemagne \| Bora-Hansgrohe \| + 0 s \| \| 9e \| Brandon McNulty \| États-Unis \| UAE Team Emirates \| + 0 s \| \| 10e \| Tobias Foss \| Norvège \| Jumbo-Visma \| + 0 s \| |                    |            |                                    |                 |
| |                    |            |                                    |                 |
| Source : ProCyclingStats |                    |            |                                    |                 |
| Classement de l'étape |                    |            |                                    |                 |
| Coureur | Coureur            | Pays       | Équipe                             | Temps           |
| 1er | Fabio Jakobsen     | Pays-Bas   | Quick-Step Alpha Vinyl             | 4 h 56 min 29 s |
| 2e | Bryan Coquard      | France     | Cofidis                            | + 0 s           |
| 3e | Alexander Kristoff | Norvège    | Intermarché-Wanty-Gobert Matériaux | + 0 s           |
| 4e | Michele Gazzoli    | Italie     | Astana Qazaqstan Team              | + 0 s           |
| 5e | Rui Oliveira       | Portugal   | UAE Team Emirates                  | + 0 s           |
| 6e | Bert Van Lerberghe | Belgique   | Quick-Step Alpha Vinyl             | + 0 s           |
| 7e | Remco Evenepoel    | Belgique   | Quick-Step Alpha Vinyl             | + 0 s           |
| 8e | Nils Politt        | Allemagne  | Bora-Hansgrohe                     | + 0 s           |
| 9e | Brandon McNulty    | États-Unis | UAE Team Emirates                  | + 0 s           |
| 10e | Tobias Foss        | Norvège    | Jumbo-Visma                        | + 0 s           |

| \| Classement général \| Classement général \| Classement général \| Classement général \| Classement général \| \| Coureur \| Coureur \| Pays \| Équipe \| Temps \| \| ------------------ \| ------------------ \| ------------------ \| ---------------------------------- \| ------------------ \| \| 1er \| Fabio Jakobsen \| Pays-Bas \| Quick-Step Alpha Vinyl \| 4 h 56 min 29 s \| \| 2e \| Bryan Coquard \| France \| Cofidis \| + 0 s \| \| 3e \| Alexander Kristoff \| Norvège \| Intermarché-Wanty-Gobert Matériaux \| + 0 s \| \| 4e \| Michele Gazzoli \| Italie \| Astana Qazaqstan Team \| + 0 s \| \| 5e \| Rui Oliveira \| Portugal \| UAE Team Emirates \| + 0 s \| \| 6e \| Bert Van Lerberghe \| Belgique \| Quick-Step Alpha Vinyl \| + 0 s \| \| 7e \| Remco Evenepoel \| Belgique \| Quick-Step Alpha Vinyl \| + 0 s \| \| 8e \| Nils Politt \| Allemagne \| Bora-Hansgrohe \| + 0 s \| \| 9e \| Brandon McNulty \| États-Unis \| UAE Team Emirates \| + 0 s \| \| 10e \| Tobias Foss \| Norvège \| Jumbo-Visma \| + 0 s \| |                    |            |                                    |                 |
| |                    |            |                                    |                 |
| Source : ProCyclingStats |                    |            |                                    |                 |
| Classement général |                    |            |                                    |                 |
| Coureur | Coureur            | Pays       | Équipe                             | Temps           |
| 1er | Fabio Jakobsen     | Pays-Bas   | Quick-Step Alpha Vinyl             | 4 h 56 min 29 s |
| 2e | Bryan Coquard      | France     | Cofidis                            | + 0 s           |
| 3e | Alexander Kristoff | Norvège    | Intermarché-Wanty-Gobert Matériaux | + 0 s           |
| 4e | Michele Gazzoli    | Italie     | Astana Qazaqstan Team              | + 0 s           |
| 5e | Rui Oliveira       | Portugal   | UAE Team Emirates                  | + 0 s           |
| 6e | Bert Van Lerberghe | Belgique   | Quick-Step Alpha Vinyl             | + 0 s           |
| 7e | Remco Evenepoel    | Belgique   | Quick-Step Alpha Vinyl             | + 0 s           |
| 8e | Nils Politt        | Allemagne  | Bora-Hansgrohe                     | + 0 s           |
| 9e | Brandon McNulty    | États-Unis | UAE Team Emirates                  | + 0 s           |
| 10e | Tobias Foss        | Norvège    | Jumbo-Visma                        | + 0 s           |

### 2eétape
Tout s'est joué dans les derniers hectomètres de l'ascension finale alors que les principaux favoris se sont neutralisés. Sergio Higuita (Bora-hansgrohe) et Tobias Foss (Team Jumbo-Visma), en première ligne, se préparaient à lutter pour gagner l'étape mais les deux coureurs se sont touchés et sont tombés à 50 mètres de la ligne d'arrivée. David Gaudu (Groupama-FDJ) gagne l'étape et s'empare du maillot jaune.
| \| Classement de l'étape \| Classement de l'étape \| Classement de l'étape \| Classement de l'étape \| Classement de l'étape \| \| Coureur \| Coureur \| Pays \| Équipe \| Temps \| \| --------------------- \| --------------------- \| --------------------- \| ---------------------------------- \| --------------------- \| \| 1er \| David Gaudu \| France \| Groupama-FDJ \| 4 h 50 min 51 s \| \| 2e \| Samuele Battistella \| Italie \| Astana Qazaqstan Team \| + 1 s \| \| 3e \| Ethan Hayter \| Royaume-Uni \| Ineos Grenadiers \| + 1 s \| \| 4e \| Brandon McNulty \| États-Unis \| UAE Team Emirates \| + 1 s \| \| 5e \| Daniel Martínez \| Colombie \| Ineos Grenadiers \| + 1 s \| \| 6e \| Remco Evenepoel \| Belgique \| Quick-Step Alpha Vinyl \| + 1 s \| \| 7e \| Julien Bernard \| France \| Trek-Segafredo \| + 1 s \| \| 8e \| Georg Zimmermann \| Allemagne \| Intermarché-Wanty-Gobert Matériaux \| + 1 s \| \| 9e \| Tony Gallopin \| France \| Trek-Segafredo \| + 1 s \| \| 10e \| Sven Erik Bystrøm \| Norvège \| Intermarché-Wanty-Gobert Matériaux \| + 1 s \| |                     |             |                                    |                 |
| |                     |             |                                    |                 |
| Source : ProCyclingStats |                     |             |                                    |                 |
| Classement de l'étape |                     |             |                                    |                 |
| Coureur | Coureur             | Pays        | Équipe                             | Temps           |
| 1er | David Gaudu         | France      | Groupama-FDJ                       | 4 h 50 min 51 s |
| 2e | Samuele Battistella | Italie      | Astana Qazaqstan Team              | + 1 s           |
| 3e | Ethan Hayter        | Royaume-Uni | Ineos Grenadiers                   | + 1 s           |
| 4e | Brandon McNulty     | États-Unis  | UAE Team Emirates                  | + 1 s           |
| 5e | Daniel Martínez     | Colombie    | Ineos Grenadiers                   | + 1 s           |
| 6e | Remco Evenepoel     | Belgique    | Quick-Step Alpha Vinyl             | + 1 s           |
| 7e | Julien Bernard      | France      | Trek-Segafredo                     | + 1 s           |
| 8e | Georg Zimmermann    | Allemagne   | Intermarché-Wanty-Gobert Matériaux | + 1 s           |
| 9e | Tony Gallopin       | France      | Trek-Segafredo                     | + 1 s           |
| 10e | Sven Erik Bystrøm   | Norvège     | Intermarché-Wanty-Gobert Matériaux | + 1 s           |

| \| Classement général \| Classement général \| Classement général \| Classement général \| Classement général \| \| Coureur \| Coureur \| Pays \| Équipe \| Temps \| \| ------------------ \| ------------------ \| ------------------ \| ---------------------------------- \| ------------------ \| \| 1er \| David Gaudu \| France \| Groupama-FDJ \| 9 h 47 min 20 s \| \| 2e \| Brandon McNulty \| États-Unis \| UAE Team Emirates \| + 1 s \| \| 3e \| Remco Evenepoel \| Belgique \| Quick-Step Alpha Vinyl \| + 1 s \| \| 4e \| Ethan Hayter \| Royaume-Uni \| Ineos Grenadiers \| + 1 s \| \| 5e \| Daniel Martínez \| Colombie \| Ineos Grenadiers \| + 1 s \| \| 6e \| Julien Bernard \| France \| Trek-Segafredo \| + 1 s \| \| 7e \| Sven Erik Bystrøm \| Norvège \| Intermarché-Wanty-Gobert Matériaux \| + 1 s \| \| 8e \| Tony Gallopin \| France \| Trek-Segafredo \| + 8 s \| \| 9e \| Tom Pidcock \| Royaume-Uni \| Ineos Grenadiers \| + 17 s \| \| 10e \| Dylan van Baarle \| Pays-Bas \| Ineos Grenadiers \| + 18 s \| |                   |             |                                    |                 |
| |                   |             |                                    |                 |
| Source : ProCyclingStats |                   |             |                                    |                 |
| Classement général |                   |             |                                    |                 |
| Coureur | Coureur           | Pays        | Équipe                             | Temps           |
| 1er | David Gaudu       | France      | Groupama-FDJ                       | 9 h 47 min 20 s |
| 2e | Brandon McNulty   | États-Unis  | UAE Team Emirates                  | + 1 s           |
| 3e | Remco Evenepoel   | Belgique    | Quick-Step Alpha Vinyl             | + 1 s           |
| 4e | Ethan Hayter      | Royaume-Uni | Ineos Grenadiers                   | + 1 s           |
| 5e | Daniel Martínez   | Colombie    | Ineos Grenadiers                   | + 1 s           |
| 6e | Julien Bernard    | France      | Trek-Segafredo                     | + 1 s           |
| 7e | Sven Erik Bystrøm | Norvège     | Intermarché-Wanty-Gobert Matériaux | + 1 s           |
| 8e | Tony Gallopin     | France      | Trek-Segafredo                     | + 8 s           |
| 9e | Tom Pidcock       | Royaume-Uni | Ineos Grenadiers                   | + 17 s          |
| 10e | Dylan van Baarle  | Pays-Bas    | Ineos Grenadiers                   | + 18 s          |

### 3eétape
Deuxième victoire au sprint pour le maillot vert Fabio Jakobsen.
| \| Classement de l'étape \| Classement de l'étape \| Classement de l'étape \| Classement de l'étape \| Classement de l'étape \| \| Coureur \| Coureur \| Pays \| Équipe \| Temps \| \| --------------------- \| --------------------- \| --------------------- \| ---------------------------------- \| --------------------- \| \| 1er \| Fabio Jakobsen \| Pays-Bas \| Quick-Step Alpha Vinyl \| 4 h 54 min 51 s \| \| 2e \| Tim Merlier \| Belgique \| Alpecin-Fenix \| + 0 s \| \| 3e \| Bryan Coquard \| France \| Cofidis \| + 0 s \| \| 4e \| Alexander Kristoff \| Norvège \| Intermarché-Wanty-Gobert Matériaux \| + 0 s \| \| 5e \| Hugo Hofstetter \| France \| Arkéa-Samsic \| + 0 s \| \| 6e \| Clément Russo \| France \| Arkéa-Samsic \| + 0 s \| \| 7e \| Jordi Meeus \| Belgique \| Bora-Hansgrohe \| + 0 s \| \| 8e \| Michele Gazzoli \| Italie \| Astana Qazaqstan Team \| + 0 s \| \| 9e \| Colin Joyce \| États-Unis \| Human Powered Health \| + 0 s \| \| 10e \| Leangel Linarez \| Venezuela \| Tavfer-Mortágua-Ovos Matinados \| + 0 s \| |                    |            |                                    |                 |
| |                    |            |                                    |                 |
| Source : ProCyclingStats |                    |            |                                    |                 |
| Classement de l'étape |                    |            |                                    |                 |
| Coureur | Coureur            | Pays       | Équipe                             | Temps           |
| 1er | Fabio Jakobsen     | Pays-Bas   | Quick-Step Alpha Vinyl             | 4 h 54 min 51 s |
| 2e | Tim Merlier        | Belgique   | Alpecin-Fenix                      | + 0 s           |
| 3e | Bryan Coquard      | France     | Cofidis                            | + 0 s           |
| 4e | Alexander Kristoff | Norvège    | Intermarché-Wanty-Gobert Matériaux | + 0 s           |
| 5e | Hugo Hofstetter    | France     | Arkéa-Samsic                       | + 0 s           |
| 6e | Clément Russo      | France     | Arkéa-Samsic                       | + 0 s           |
| 7e | Jordi Meeus        | Belgique   | Bora-Hansgrohe                     | + 0 s           |
| 8e | Michele Gazzoli    | Italie     | Astana Qazaqstan Team              | + 0 s           |
| 9e | Colin Joyce        | États-Unis | Human Powered Health               | + 0 s           |
| 10e | Leangel Linarez    | Venezuela  | Tavfer-Mortágua-Ovos Matinados     | + 0 s           |

| \| Classement général \| Classement général \| Classement général \| Classement général \| Classement général \| \| Coureur \| Coureur \| Pays \| Équipe \| Temps \| \| ------------------ \| ------------------ \| ------------------ \| ---------------------------------- \| ------------------ \| \| 1er \| David Gaudu \| France \| Groupama-FDJ \| 14 h 42 min 11 s \| \| 2e \| Brandon McNulty \| États-Unis \| UAE Team Emirates \| + 1 s \| \| 3e \| Ethan Hayter \| Royaume-Uni \| Ineos Grenadiers \| + 1 s \| \| 4e \| Remco Evenepoel \| Belgique \| Quick-Step Alpha Vinyl \| + 1 s \| \| 5e \| Sven Erik Bystrøm \| Norvège \| Intermarché-Wanty-Gobert Matériaux \| + 1 s \| \| 6e \| Julien Bernard \| France \| Trek-Segafredo \| + 1 s \| \| 7e \| Daniel Martínez \| Colombie \| Ineos Grenadiers \| + 1 s \| \| 8e \| Tony Gallopin \| France \| Trek-Segafredo \| + 8 s \| \| 9e \| Tom Pidcock \| Royaume-Uni \| Ineos Grenadiers \| + 17 s \| \| 10e \| Dylan van Baarle \| Pays-Bas \| Ineos Grenadiers \| + 18 s \| |                   |             |                                    |                  |
| |                   |             |                                    |                  |
| Source : ProCyclingStats |                   |             |                                    |                  |
| Classement général |                   |             |                                    |                  |
| Coureur | Coureur           | Pays        | Équipe                             | Temps            |
| 1er | David Gaudu       | France      | Groupama-FDJ                       | 14 h 42 min 11 s |
| 2e | Brandon McNulty   | États-Unis  | UAE Team Emirates                  | + 1 s            |
| 3e | Ethan Hayter      | Royaume-Uni | Ineos Grenadiers                   | + 1 s            |
| 4e | Remco Evenepoel   | Belgique    | Quick-Step Alpha Vinyl             | + 1 s            |
| 5e | Sven Erik Bystrøm | Norvège     | Intermarché-Wanty-Gobert Matériaux | + 1 s            |
| 6e | Julien Bernard    | France      | Trek-Segafredo                     | + 1 s            |
| 7e | Daniel Martínez   | Colombie    | Ineos Grenadiers                   | + 1 s            |
| 8e | Tony Gallopin     | France      | Trek-Segafredo                     | + 8 s            |
| 9e | Tom Pidcock       | Royaume-Uni | Ineos Grenadiers                   | + 17 s           |
| 10e | Dylan van Baarle  | Pays-Bas    | Ineos Grenadiers                   | + 18 s           |

### 4eétape
En tête à tous les temps intermédiaires, Remco Evenepoel survole ce contre-la-montre qu'il remporte avec 58 secondes d'avance sur Stefan Küng, le double champion d'Europe (2020 et 2021) de la spécialité et endosse le maillot jaune.
| \| Classement de l'étape \| Classement de l'étape \| Classement de l'étape \| Classement de l'étape \| Classement de l'étape \| \| Coureur \| Coureur \| Pays \| Équipe \| Temps \| \| --------------------- \| --------------------- \| --------------------- \| ---------------------- \| --------------------- \| \| 1er \| Remco Evenepoel \| Belgique \| Quick-Step Alpha Vinyl \| 37 min 49 s \| \| 2e \| Stefan Küng \| Suisse \| Groupama-FDJ \| + 58 s \| \| 3e \| Ethan Hayter \| Royaume-Uni \| Ineos Grenadiers \| + 1 min 06 s \| \| 4e \| Tobias Foss \| Norvège \| Jumbo-Visma \| + 1 min 11 s \| \| 5e \| Brandon McNulty \| États-Unis \| UAE Team Emirates \| + 1 min 25 s \| \| 6e \| Thibault Guernalec \| France \| Arkéa-Samsic \| + 1 min 27 s \| \| 7e \| Daniel Martínez \| Colombie \| Ineos Grenadiers \| + 1 min 30 s \| \| 8e \| Daan Hoole \| Pays-Bas \| Trek-Segafredo \| + 1 min 38 s \| \| 9e \| David Gaudu \| France \| Groupama-FDJ \| + 2 min 09 s \| \| 10e \| Connor Swift \| Royaume-Uni \| Arkéa-Samsic \| + 2 min 12 s \| |                    |             |                        |              |
| |                    |             |                        |              |
| Source : ProCyclingStats |                    |             |                        |              |
| Classement de l'étape |                    |             |                        |              |
| Coureur | Coureur            | Pays        | Équipe                 | Temps        |
| 1er | Remco Evenepoel    | Belgique    | Quick-Step Alpha Vinyl | 37 min 49 s  |
| 2e | Stefan Küng        | Suisse      | Groupama-FDJ           | + 58 s       |
| 3e | Ethan Hayter       | Royaume-Uni | Ineos Grenadiers       | + 1 min 06 s |
| 4e | Tobias Foss        | Norvège     | Jumbo-Visma            | + 1 min 11 s |
| 5e | Brandon McNulty    | États-Unis  | UAE Team Emirates      | + 1 min 25 s |
| 6e | Thibault Guernalec | France      | Arkéa-Samsic           | + 1 min 27 s |
| 7e | Daniel Martínez    | Colombie    | Ineos Grenadiers       | + 1 min 30 s |
| 8e | Daan Hoole         | Pays-Bas    | Trek-Segafredo         | + 1 min 38 s |
| 9e | David Gaudu        | France      | Groupama-FDJ           | + 2 min 09 s |
| 10e | Connor Swift       | Royaume-Uni | Arkéa-Samsic           | + 2 min 12 s |

| \| Classement général \| Classement général \| Classement général \| Classement général \| Classement général \| \| Coureur \| Coureur \| Pays \| Équipe \| Temps \| \| ------------------ \| ------------------ \| ------------------ \| ---------------------------------- \| ------------------ \| \| 1er \| Remco Evenepoel \| Belgique \| Quick-Step Alpha Vinyl \| 15 h 20 min 01 s \| \| 2e \| Ethan Hayter \| Royaume-Uni \| Ineos Grenadiers \| + 1 min 06 s \| \| 3e \| Brandon McNulty \| États-Unis \| UAE Team Emirates \| + 1 min 25 s \| \| 4e \| Daniel Martínez \| Colombie \| Ineos Grenadiers \| + 1 min 30 s \| \| 5e \| Stefan Küng \| Suisse \| Groupama-FDJ \| + 1 min 43 s \| \| 6e \| Tobias Foss \| Norvège \| Jumbo-Visma \| + 1 min 51 s \| \| 7e \| David Gaudu \| France \| Groupama-FDJ \| + 2 min 08 s \| \| 8e \| Thibault Guernalec \| France \| Arkéa-Samsic \| + 2 min 08 s \| \| 9e \| Dylan van Baarle \| Pays-Bas \| Ineos Grenadiers \| + 2 min 37 s \| \| 10e \| Sven Erik Bystrøm \| Norvège \| Intermarché-Wanty-Gobert Matériaux \| + 2 min 40 s \| |                    |             |                                    |                  |
| |                    |             |                                    |                  |
| Source : ProCyclingStats |                    |             |                                    |                  |
| Classement général |                    |             |                                    |                  |
| Coureur | Coureur            | Pays        | Équipe                             | Temps            |
| 1er | Remco Evenepoel    | Belgique    | Quick-Step Alpha Vinyl             | 15 h 20 min 01 s |
| 2e | Ethan Hayter       | Royaume-Uni | Ineos Grenadiers                   | + 1 min 06 s     |
| 3e | Brandon McNulty    | États-Unis  | UAE Team Emirates                  | + 1 min 25 s     |
| 4e | Daniel Martínez    | Colombie    | Ineos Grenadiers                   | + 1 min 30 s     |
| 5e | Stefan Küng        | Suisse      | Groupama-FDJ                       | + 1 min 43 s     |
| 6e | Tobias Foss        | Norvège     | Jumbo-Visma                        | + 1 min 51 s     |
| 7e | David Gaudu        | France      | Groupama-FDJ                       | + 2 min 08 s     |
| 8e | Thibault Guernalec | France      | Arkéa-Samsic                       | + 2 min 08 s     |
| 9e | Dylan van Baarle   | Pays-Bas    | Ineos Grenadiers                   | + 2 min 37 s     |
| 10e | Sven Erik Bystrøm  | Norvège     | Intermarché-Wanty-Gobert Matériaux | + 2 min 40 s     |

### 5eétape
Les deux derniers rescapés de l’échappée du jour, Dries De Bondt (Alpecin-Fenix) et Georg Zimmermann (Intermarché-Wanty Gobert), sont repris à 19 kilomètres de l'arrivée par le groupe des favoris. Lors de l'ascension finale de l’Alto de Malhao (2,6 km à 9,5 % de moyenne), le groupe de tête s'amenuise et ils ne sont plus que cinq coureurs en tête sous la flamme rouge. Aux 300 m, le maillot jaune Remco Evenepoel voit ses concurrents accélérer pour se disputer la victoire. Le Colombien Sergio Higuita franchit la ligne d'arrivée en vainqueur devant son compatriote Daniel Martínez.
| \| Classement de l'étape \| Classement de l'étape \| Classement de l'étape \| Classement de l'étape \| Classement de l'étape \| \| Coureur \| Coureur \| Pays \| Équipe \| Temps \| \| --------------------- \| --------------------- \| --------------------- \| ---------------------------------- \| --------------------- \| \| 1er \| Sergio Higuita \| Colombie \| Bora-Hansgrohe \| 4 h 14 min 53 s \| \| 2e \| Daniel Martínez \| Colombie \| Ineos Grenadiers \| + 0 s \| \| 3e \| Brandon McNulty \| États-Unis \| UAE Team Emirates \| + 1 s \| \| 4e \| David Gaudu \| France \| Groupama-FDJ \| + 1 s \| \| 5e \| Remco Evenepoel \| Belgique \| Quick-Step Alpha Vinyl \| + 9 s \| \| 6e \| Tobias Foss \| Norvège \| Jumbo-Visma \| + 22 s \| \| 7e \| Jay Vine \| Australie \| Alpecin-Fenix \| + 22 s \| \| 8e \| Frederico Figueiredo \| Portugal \| Glassdrive-Q8-Anicolor \| + 40 s \| \| 9e \| Sven Erik Bystrøm \| Norvège \| Intermarché-Wanty-Gobert Matériaux \| + 42 s \| \| 10e \| Ethan Hayter \| Royaume-Uni \| Ineos Grenadiers \| + 42 s \| |                      |             |                                    |                 |
| |                      |             |                                    |                 |
| Source : ProCyclingStats |                      |             |                                    |                 |
| Classement de l'étape |                      |             |                                    |                 |
| Coureur | Coureur              | Pays        | Équipe                             | Temps           |
| 1er | Sergio Higuita       | Colombie    | Bora-Hansgrohe                     | 4 h 14 min 53 s |
| 2e | Daniel Martínez      | Colombie    | Ineos Grenadiers                   | + 0 s           |
| 3e | Brandon McNulty      | États-Unis  | UAE Team Emirates                  | + 1 s           |
| 4e | David Gaudu          | France      | Groupama-FDJ                       | + 1 s           |
| 5e | Remco Evenepoel      | Belgique    | Quick-Step Alpha Vinyl             | + 9 s           |
| 6e | Tobias Foss          | Norvège     | Jumbo-Visma                        | + 22 s          |
| 7e | Jay Vine             | Australie   | Alpecin-Fenix                      | + 22 s          |
| 8e | Frederico Figueiredo | Portugal    | Glassdrive-Q8-Anicolor             | + 40 s          |
| 9e | Sven Erik Bystrøm    | Norvège     | Intermarché-Wanty-Gobert Matériaux | + 42 s          |
| 10e | Ethan Hayter         | Royaume-Uni | Ineos Grenadiers                   | + 42 s          |

## Classements finals

### Classement général final
| \| Classement général \| Classement général \| Classement général \| Classement général \| Classement général \| \| Coureur \| Coureur \| Pays \| Équipe \| Temps \| \| ------------------ \| ------------------ \| ------------------ \| ---------------------------------- \| ------------------ \| \| 1er \| Remco Evenepoel \| Belgique \| Quick-Step Alpha Vinyl \| 19 h 35 min 03 s \| \| 2e \| Brandon McNulty \| États-Unis \| UAE Team Emirates \| + 1 min 17 s \| \| 3e \| Daniel Martínez \| Colombie \| Ineos Grenadiers \| + 1 min 21 s \| \| 4e \| Ethan Hayter \| Royaume-Uni \| Ineos Grenadiers \| + 1 min 39 s \| \| 5e \| David Gaudu \| France \| Groupama-FDJ \| + 2 min 00 s \| \| 6e \| Tobias Foss \| Norvège \| Jumbo-Visma \| + 2 min 04 s \| \| 7e \| Stefan Küng \| Suisse \| Groupama-FDJ \| + 2 min 16 s \| \| 8e \| Thibault Guernalec \| France \| Arkéa-Samsic \| + 2 min 41 s \| \| 9e \| Sven Erik Bystrøm \| Norvège \| Intermarché-Wanty-Gobert Matériaux \| + 3 min 13 s \| \| 10e \| Dylan van Baarle \| Pays-Bas \| Ineos Grenadiers \| + 3 min 38 s \| |                    |             |                                    |                  |
| |                    |             |                                    |                  |
| Source : ProCyclingStats |                    |             |                                    |                  |
| Classement général |                    |             |                                    |                  |
| Coureur | Coureur            | Pays        | Équipe                             | Temps            |
| 1er | Remco Evenepoel    | Belgique    | Quick-Step Alpha Vinyl             | 19 h 35 min 03 s |
| 2e | Brandon McNulty    | États-Unis  | UAE Team Emirates                  | + 1 min 17 s     |
| 3e | Daniel Martínez    | Colombie    | Ineos Grenadiers                   | + 1 min 21 s     |
| 4e | Ethan Hayter       | Royaume-Uni | Ineos Grenadiers                   | + 1 min 39 s     |
| 5e | David Gaudu        | France      | Groupama-FDJ                       | + 2 min 00 s     |
| 6e | Tobias Foss        | Norvège     | Jumbo-Visma                        | + 2 min 04 s     |
| 7e | Stefan Küng        | Suisse      | Groupama-FDJ                       | + 2 min 16 s     |
| 8e | Thibault Guernalec | France      | Arkéa-Samsic                       | + 2 min 41 s     |
| 9e | Sven Erik Bystrøm  | Norvège     | Intermarché-Wanty-Gobert Matériaux | + 3 min 13 s     |
| 10e | Dylan van Baarle   | Pays-Bas    | Ineos Grenadiers                   | + 3 min 38 s     |

### Classements annexes
| Classement par points | Classement par points | Classement par points | Classement par points              | Classement par points |
| Coureur               | Coureur               | Pays                  | Équipe                             | Points                |
| --------------------- | --------------------- | --------------------- | ---------------------------------- | --------------------- |
| 1er                   | Fabio Jakobsen        | Pays-Bas              | Quick-Step Alpha Vinyl             | 51 pts                |
| 2e                    | Bryan Coquard         | France                | Cofidis                            | 36 pts                |
| 3e                    | Alexander Kristoff    | Norvège               | Intermarché-Wanty-Gobert Matériaux | 29 pts                |
| 4e                    | David Gaudu           | France                | Groupama-FDJ                       | 23 pts                |
| 5e                    | Brandon McNulty       | États-Unis            | UAE Team Emirates                  | 20 pts                |
| 6e                    | Tim Merlier           | Belgique              | Alpecin-Fenix                      | 20 pts                |
| 7e                    | Daniel Martínez       | Colombie              | Ineos Grenadiers                   | 18 pts                |
| 8e                    | Remco Evenepoel       | Belgique              | Quick-Step Alpha Vinyl             | 17 pts                |
| 9e                    | Michele Gazzoli       | Italie                | Astana Qazaqstan Team              | 17 pts                |
| 10e                   | Sergio Higuita        | Colombie              | Bora-Hansgrohe                     | 15 pts                |

| Classement par points | Classement par points | Classement par points | Classement par points              | Classement par points |
| Coureur               | Coureur               | Pays                  | Équipe                             | Points                |
| --------------------- | --------------------- | --------------------- | ---------------------------------- | --------------------- |
| 1er                   | Fabio Jakobsen        | Pays-Bas              | Quick-Step Alpha Vinyl             | 51 pts                |
| 2e                    | Bryan Coquard         | France                | Cofidis                            | 36 pts                |
| 3e                    | Alexander Kristoff    | Norvège               | Intermarché-Wanty-Gobert Matériaux | 29 pts                |
| 4e                    | David Gaudu           | France                | Groupama-FDJ                       | 23 pts                |
| 5e                    | Brandon McNulty       | États-Unis            | UAE Team Emirates                  | 20 pts                |
| 6e                    | Tim Merlier           | Belgique              | Alpecin-Fenix                      | 20 pts                |
| 7e                    | Daniel Martínez       | Colombie              | Ineos Grenadiers                   | 18 pts                |
| 8e                    | Remco Evenepoel       | Belgique              | Quick-Step Alpha Vinyl             | 17 pts                |
| 9e                    | Michele Gazzoli       | Italie                | Astana Qazaqstan Team              | 17 pts                |
| 10e                   | Sergio Higuita        | Colombie              | Bora-Hansgrohe                     | 15 pts                |

| Classement de la montagne | Classement de la montagne | Classement de la montagne | Classement de la montagne      | Classement de la montagne |
| Coureur                   | Coureur                   | Pays                      | Équipe                         | Points                    |
| ------------------------- | ------------------------- | ------------------------- | ------------------------------ | ------------------------- |
| 1er                       | João Matias               | Portugal                  | Tavfer-Mortágua-Ovos Matinados | 15 pts                    |
| 2e                        | David Gaudu               | France                    | Groupama-FDJ                   | 12 pts                    |
| 3e                        | Dries De Bondt            | Belgique                  | Alpecin-Fenix                  | 10 pts                    |
| 4e                        | Ethan Hayter              | Royaume-Uni               | Ineos Grenadiers               | 9 pts                     |
| 5e                        | Brandon McNulty           | États-Unis                | UAE Team Emirates              | 7 pts                     |
| 6e                        | Jonathan Castroviejo      | Espagne                   | Ineos Grenadiers               | 7 pts                     |
| 7e                        | Sergio Higuita            | Colombie                  | Bora-Hansgrohe                 | 6 pts                     |
| 8e                        | Ben Tulett                | Royaume-Uni               | Ineos Grenadiers               | 6 pts                     |
| 9e                        | Daniel Martínez           | Colombie                  | Ineos Grenadiers               | 6 pts                     |
| 10e                       | José Neves                | Portugal                  | W52-FC Porto                   | 4 pts                     |

| Classement de la montagne | Classement de la montagne | Classement de la montagne | Classement de la montagne      | Classement de la montagne |
| Coureur                   | Coureur                   | Pays                      | Équipe                         | Points                    |
| ------------------------- | ------------------------- | ------------------------- | ------------------------------ | ------------------------- |
| 1er                       | João Matias               | Portugal                  | Tavfer-Mortágua-Ovos Matinados | 15 pts                    |
| 2e                        | David Gaudu               | France                    | Groupama-FDJ                   | 12 pts                    |
| 3e                        | Dries De Bondt            | Belgique                  | Alpecin-Fenix                  | 10 pts                    |
| 4e                        | Ethan Hayter              | Royaume-Uni               | Ineos Grenadiers               | 9 pts                     |
| 5e                        | Brandon McNulty           | États-Unis                | UAE Team Emirates              | 7 pts                     |
| 6e                        | Jonathan Castroviejo      | Espagne                   | Ineos Grenadiers               | 7 pts                     |
| 7e                        | Sergio Higuita            | Colombie                  | Bora-Hansgrohe                 | 6 pts                     |
| 8e                        | Ben Tulett                | Royaume-Uni               | Ineos Grenadiers               | 6 pts                     |
| 9e                        | Daniel Martínez           | Colombie                  | Ineos Grenadiers               | 6 pts                     |
| 10e                       | José Neves                | Portugal                  | W52-FC Porto                   | 4 pts                     |

| Classement du meilleur jeune | Classement du meilleur jeune | Classement du meilleur jeune | Classement du meilleur jeune     | Classement du meilleur jeune |
| Coureur                      | Coureur                      | Pays                         | Équipe                           | Temps                        |
| ---------------------------- | ---------------------------- | ---------------------------- | -------------------------------- | ---------------------------- |
| 1er                          | Remco Evenepoel              | Belgique                     | Quick-Step Alpha Vinyl           | 19 h 35 min 03 s             |
| 2e                           | Johannes Staune-Mittet       | Norvège                      | Jumbo-Visma                      | + 11 min 32 s                |
| 3e                           | Pedro Pinto                  | Portugal                     | Tavfer-Mortágua-Ovos Matinados   | + 12 min 05 s                |
| 4e                           | António Ferreira             | Portugal                     | Kelly-Simoldes-UDO               | + 26 min 10 s                |
| 5e                           | Afonso Silva                 | Portugal                     | Kelly-Simoldes-UDO               | + 27 min 11 s                |
| 6e                           | Vinicio Rodrigues            | Portugal                     | Rádio Popular-Paredes-Boavista   | + 32 min 56 s                |
| 7e                           | Michel Hessmann              | Allemagne                    | Jumbo-Visma                      | + 33 min 45 s                |
| 8e                           | Hélder Gonçalves             | Portugal                     | Kelly-Simoldes-UDO               | + 34 min 00 s                |
| 9e                           | Ruben Simao                  | Portugal                     | LA Alumínios-Credibom-Marcos Car | + 39 min 19 s                |
| 10e                          | Ben Tulett                   | Royaume-Uni                  | Ineos Grenadiers                 | + 39 min 51 s                |

| Classement du meilleur jeune | Classement du meilleur jeune | Classement du meilleur jeune | Classement du meilleur jeune     | Classement du meilleur jeune |
| Coureur                      | Coureur                      | Pays                         | Équipe                           | Temps                        |
| ---------------------------- | ---------------------------- | ---------------------------- | -------------------------------- | ---------------------------- |
| 1er                          | Remco Evenepoel              | Belgique                     | Quick-Step Alpha Vinyl           | 19 h 35 min 03 s             |
| 2e                           | Johannes Staune-Mittet       | Norvège                      | Jumbo-Visma                      | + 11 min 32 s                |
| 3e                           | Pedro Pinto                  | Portugal                     | Tavfer-Mortágua-Ovos Matinados   | + 12 min 05 s                |
| 4e                           | António Ferreira             | Portugal                     | Kelly-Simoldes-UDO               | + 26 min 10 s                |
| 5e                           | Afonso Silva                 | Portugal                     | Kelly-Simoldes-UDO               | + 27 min 11 s                |
| 6e                           | Vinicio Rodrigues            | Portugal                     | Rádio Popular-Paredes-Boavista   | + 32 min 56 s                |
| 7e                           | Michel Hessmann              | Allemagne                    | Jumbo-Visma                      | + 33 min 45 s                |
| 8e                           | Hélder Gonçalves             | Portugal                     | Kelly-Simoldes-UDO               | + 34 min 00 s                |
| 9e                           | Ruben Simao                  | Portugal                     | LA Alumínios-Credibom-Marcos Car | + 39 min 19 s                |
| 10e                          | Ben Tulett                   | Royaume-Uni                  | Ineos Grenadiers                 | + 39 min 51 s                |

| Classement par équipes | Classement par équipes | Classement par équipes | Classement par équipes |
| Équipe                 | Équipe                 | Pays                   | Temps                  |
| ---------------------- | ---------------------- | ---------------------- | ---------------------- |
| 1re                    | Ineos Grenadiers       | Royaume-Uni            | 58 h 51 min 40 s       |
| 2e                     | Arkéa-Samsic           | France                 | + 3 min 57 s           |
| 3e                     | Groupama-FDJ           | France                 | + 6 min 26 s           |
| 4e                     | Trek-Segafredo         | États-Unis             | + 13 min 20 s          |
| 5e                     | Jumbo-Visma            | Pays-Bas               | + 14 min 27 s          |

| Classement par équipes | Classement par équipes | Classement par équipes | Classement par équipes |
| Équipe                 | Équipe                 | Pays                   | Temps                  |
| ---------------------- | ---------------------- | ---------------------- | ---------------------- |
| 1re                    | Ineos Grenadiers       | Royaume-Uni            | 58 h 51 min 40 s       |
| 2e                     | Arkéa-Samsic           | France                 | + 3 min 57 s           |
| 3e                     | Groupama-FDJ           | France                 | + 6 min 26 s           |
| 4e                     | Trek-Segafredo         | États-Unis             | + 13 min 20 s          |
| 5e                     | Jumbo-Visma            | Pays-Bas               | + 14 min 27 s          |

### Classement UCI
La course attribue des points au Classement mondial UCI 2022 selon le barème suivant :
| Position           | 1er | 2e  | 3e  | 4e  | 5e | 6e | 7e | 8e | 9e | 10e | 11e | 12e | 13e | 14e | 15e | 16e à 30e | 31e à 40e |
| Classement général | 200 | 150 | 125 | 100 | 85 | 70 | 60 | 50 | 40 | 35  | 30  | 25  | 20  | 15  | 10  | 5         | 3         |
| Par étape          | 20  | 10  | 5   |     |    |    |    |    |    |     |     |     |     |     |     |           |           |
| Leader, par étape  | 5   |     |     |     |    |    |    |    |    |     |     |     |     |     |     |           |           |

## Évolution des classements
| Étape              | Vainqueur          | Classement général | Classement par points | Classement de la montagne | Classement du meilleur jeune | Classement par équipes |
| ------------------ | ------------------ | ------------------ | --------------------- | ------------------------- | ---------------------------- | ---------------------- |
| 1                  | Fabio Jakobsen     | Fabio Jakobsen     | Fabio Jakobsen        | João Matias               | Remco Evenepoel              | Quick-Step Alpha Vinyl |
| 2                  | David Gaudu        | David Gaudu        | Fabio Jakobsen        | David Gaudu               | Remco Evenepoel              | Ineos Grenadiers       |
| 3                  | Fabio Jakobsen     | David Gaudu        | Fabio Jakobsen        | João Matias               | Remco Evenepoel              | Ineos Grenadiers       |
| 4                  | Remco Evenepoel    | Remco Evenepoel    | Fabio Jakobsen        | João Matias               | Remco Evenepoel              | Ineos Grenadiers       |
| 5                  | Sergio Higuita     | Remco Evenepoel    | Fabio Jakobsen        | João Matias               | Remco Evenepoel              | Ineos Grenadiers       |
| Classements finals | Classements finals | Remco Evenepoel    | Fabio Jakobsen        | João Matias               | Remco Evenepoel              | Ineos Grenadiers       |